# Vuilleminia alni
Vuilleminia alni är en svampart som beskrevs av Boidin, Lanq. & Gilles 1994. Vuilleminia alni ingår i släktet Vuilleminia och familjen Corticiaceae.  Arten är reproducerande i Sverige. Inga underarter finns listade i Catalogue of Life.